# Cerkiew św. Apostoła Jana Teologa w Jelonce
Cerkiew pod wezwaniem św. Apostoła Jana Teologa – prawosławna cerkiew cmentarna w Jelonce. Należy do parafii Opieki Matki Bożej w Dubiczach Cerkiewnych, w dekanacie Kleszczele diecezji warszawsko-bielskiej Polskiego Autokefalicznego Kościoła Prawosławnego.
Cerkiew wzniesiono w 1993 na cmentarzu prawosławnym. Budowla murowana. Od frontu kruchta, mniejsza od nawy. Dachy cerkwi blaszane. Wejście poprzedzone daszkiem wspartym na dwóch słupach. Nad kruchtą dach jednokalenicowy. Nad nawą również dach jednokalenicowy, z niewielkim baniastym hełmem. Wewnątrz ikonostas, który wcześniej znajdował się w cerkwi parafialnej.
Świątynię otacza cmentarz założony w XIX wieku.